# O Gud, ditt folk dig beder
O Gud, ditt folk dig beder är en psalm med text skriven av en svensk författare på 1700-talet. Texten bearbetades senare av Christopher Dahl och Johan Olof Wallin.

## Publicerad i
- 1819 års psalmbok som nr 317 under rubriken "Med avseende på särskilda personer, tider och omständigheter: Lärare och åhörare: Vid prästval".[1]